# Pallacanestro ai V Goodwill Games - Torneo maschile
Il torneo di Pallacanestro ai Goodwill Games 2001 si è svolto nella città australiana di Brisbane, ed ha visto la vittoria degli Stati Uniti.

## Partecipanti
| Gruppo A       |
| -------------- |
| 1. Argentina   |
| 2. Cuba        |
| 3. Messico     |
| 4. Stati Uniti |

| Gruppo B         |
| ---------------- |
| 1. Australia     |
| 2. Brasile       |
| 3. Canada        |
| 4. Nuova Zelanda |

## Fase a gironi

### Gruppo A
| Squadra        | P | V | P | PF  | PS  |
| -------------- | - | - | - | --- | --- |
| 1. Stati Uniti | 6 | 3 | 0 | 340 | 195 |
| 2. Argentina   | 4 | 2 | 1 | 277 | 249 |
| 3. Messico     | 2 | 1 | 2 | 241 | 312 |
| 4. Cuba        | 0 | 0 | 3 | 220 | 312 |

| Brisbane 3 settembre 2001, ore 13:00             | Stati Uniti | 132 – 58 (31-22, 71-33, 103-44) referto | Messico |  |
| \| \| \| \| \| Lewis 21 \| Punti \| 17 Crouse \| |             |                                         |         |  |
|                                                  |             |                                         |         |  |
| Lewis 21                                         | Punti       | 17 Crouse                               |         |  |

| Brisbane 3 settembre 2001, ore 15:00               | Argentina | 105 – 75 (24-25, 53-37, 84-51) referto | Cuba |  |
| \| \| \| \| \| Herrmann 22 \| Punti \| 21 Núñez \| |           |                                        |      |  |
|                                                    |           |                                        |      |  |
| Herrmann 22                                        | Punti     | 21 Núñez                               |      |  |

| Brisbane 4 settembre 2001, ore 13:00                | Stati Uniti | 97 – 67 (20-20, 53-33, 69-44) referto | Argentina |  |
| \| \| \| \| \| Marion 19 \| Punti \| 19 Herrmann \| |             |                                       |           |  |
|                                                     |             |                                       |           |  |
| Marion 19                                           | Punti       | 19 Herrmann                           |           |  |

| Brisbane 4 settembre 2001, ore 15:00             | Messico | 86 – 75 (26-25, 42-47, 66-61) referto | Cuba |  |
| \| \| \| \| \| Crouse 27 \| Punti \| 26 Núñez \| |         |                                       |      |  |
|                                                  |         |                                       |      |  |
| Crouse 27                                        | Punti   | 26 Núñez                              |      |  |

| Brisbane 5 settembre 2001, ore 13:00            | Stati Uniti | 111 – 70 (37-11, 64-34, 93-54) referto | Cuba |  |
| \| \| \| \| \| Martin 19 \| Punti \| 15 Lara \| |             |                                        |      |  |
|                                                 |             |                                        |      |  |
| Martin 19                                       | Punti       | 15 Lara                                |      |  |

| Brisbane 5 settembre 2001, ore 15:00                                    | Argentina | 105 – 77 (18-24, 54-42, 82-57) referto | Messico |  |
| \| \| \| \| \| Cerutti, Gutiérrez 20 \| Punti \| 19 Crouse, Quintero \| |           |                                        |         |  |
|                                                                         |           |                                        |         |  |
| Cerutti, Gutiérrez 20                                                   | Punti     | 19 Crouse, Quintero                    |         |  |

### Gruppo B
| Squadra          | P | V | P | PF  | PS  |
| ---------------- | - | - | - | --- | --- |
| 1. Australia     | 4 | 2 | 1 | 258 | 196 |
| 2. Brasile       | 4 | 2 | 1 | 232 | 202 |
| 3. Nuova Zelanda | 4 | 2 | 1 | 235 | 224 |
| 4. Canada        | 2 | 0 | 3 | 180 | 263 |

| Brisbane 3 settembre 2001, ore 19:00                    | Nuova Zelanda | 89 – 64 (22-14, 41-36, 68-45) referto | Canada |  |
| \| \| \| \| \| Flavell 16 \| Punti \| 17 Kwiatkowski \| |               |                                       |        |  |
|                                                         |               |                                       |        |  |
| Flavell 16                                              | Punti         | 17 Kwiatkowski                        |        |  |

| Brisbane 3 settembre 2001, ore 21:00                                   | Brasile | 70 – 66 (13-17, 31-33, 58-53) referto | Australia |  |
| \| \| \| \| \| Demétrius, Helinho, Sandro 12 \| Punti \| 15 Melmeth \| |         |                                       |           |  |
|                                                                        |         |                                       |           |  |
| Demétrius, Helinho, Sandro 12                                          | Punti   | 15 Melmeth                            |           |  |

| Brisbane 4 settembre 2001, ore 19:00                   | Australia | 111 – 64 (20-25, 50-37, 72-47) referto | Canada |  |
| \| \| \| \| \| Rogers 18 \| Punti \| 14 Kwiatkowski \| |           |                                        |        |  |
|                                                        |           |                                        |        |  |
| Rogers 18                                              | Punti     | 14 Kwiatkowski                         |        |  |

| Brisbane 4 settembre 2001, ore 21:00                 | Nuova Zelanda | 84 – 79 (14-21, 38-32, 57-53) referto | Brasile |  |
| \| \| \| \| \| Penney 23 \| Punti \| 19 Demétrius \| |               |                                       |         |  |
|                                                      |               |                                       |         |  |
| Penney 23                                            | Punti         | 19 Demétrius                          |         |  |

| Brisbane 5 settembre 2001, ore 19:00            | Australia | 81 – 62 (22-19, 37-36, 54-50) referto | Nuova Zelanda |  |
| \| \| \| \| \| Maher 22 \| Punti \| 14 Jones \| |           |                                       |               |  |
|                                                 |           |                                       |               |  |
| Maher 22                                        | Punti     | 14 Jones                              |               |  |

| Brisbane 5 settembre 2001, ore 21:00                         | Brasile | 63 – 52 (13-18, 24-34, 48-41) referto | Canada |  |
| \| \| \| \| \| Helinho 17 \| Punti \| 17 Jobity, Karangwa \| |         |                                       |        |  |
|                                                              |         |                                       |        |  |
| Helinho 17                                                   | Punti   | 17 Jobity, Karangwa                   |        |  |

## Semifinali
- 5º-8º posto

| Brisbane 7 settembre 2001, ore 19:30                   | Canada | 86 – 74 (24-17, 39-33, 55-57) referto | Messico |  |
| \| \| \| \| \| Kwiatkowski 20 \| Punti \| Crouse 27 \| |        |                                       |         |  |
|                                                        |        |                                       |         |  |
| Kwiatkowski 20                                         | Punti  | Crouse 27                             |         |  |

| Brisbane 7 settembre 2001, ore 21:15           | Nuova Zelanda | 85 – 66 (22-12, 48-24, 72-42) referto | Cuba |  |
| \| \| \| \| \| Jones 23 \| Punti \| 15 Lara \| |               |                                       |      |  |
|                                                |               |                                       |      |  |
| Jones 23                                       | Punti         | 15 Lara                               |      |  |

- 1º-4º posto

| Brisbane 8 settembre 2001, ore 11:30               | Argentina | 69 – 63 (16-20, 33-33, 46-50) referto | Australia |  |
| \| \| \| \| \| Maher 16 \| Punti \| 16 Herrmann \| |           |                                       |           |  |
|                                                    |           |                                       |           |  |
| Maher 16                                           | Punti     | 16 Herrmann                           |           |  |

| Brisbane 8 settembre 2001, ore 13:30                          | Stati Uniti | 106 – 98 (d.1t.s.) (32-19, 54-43, 79-67, 90-90) referto | Brasile |  |
| \| \| \| \| \| O'Neal 22 \| Punti \| 24 Demétrius, Helinho \| |             |                                                         |         |  |
|                                                               |             |                                                         |         |  |
| O'Neal 22                                                     | Punti       | 24 Demétrius, Helinho                                   |         |  |

## Finali
- 7º-8º posto

| Brisbane 8 settembre 2001, ore 17:30             | Messico | 88 – 76 (17-18, 48-38, 64-58) referto | Cuba |  |
| \| \| \| \| \| Crouse 29 \| Punti \| 32 Núñez \| |         |                                       |      |  |
|                                                  |         |                                       |      |  |
| Crouse 29                                        | Punti   | 32 Núñez                              |      |  |

- 5º-6º posto

| Brisbane 8 settembre 2001, ore 19:30                                                 | Canada | 75 – 70 (20-14, 35-30, 45-50) referto | Nuova Zelanda |  |
| \| \| \| \| \| Karangwa, Kwiatkowski 18 \| Punti \| 11 Burton, Penney, T. Rampton \| |        |                                       |               |  |
|                                                                                      |        |                                       |               |  |
| Karangwa, Kwiatkowski 18                                                             | Punti  | 11 Burton, Penney, T. Rampton         |               |  |

- 3º-4º posto

| Brisbane 9 settembre 2001, ore 11:30               | Brasile | 94 – 93 (d.1t.s.) (22-13, 42-38, 71-66, 86-86) referto | Australia |  |
| \| \| \| \| \| Helinho 25 \| Punti \| 19 Knight \| |         |                                                        |           |  |
|                                                    |         |                                                        |           |  |
| Helinho 25                                         | Punti   | 19 Knight                                              |           |  |

- 1º-2º posto

| Brisbane 9 settembre 2001, ore 14:00                 | Stati Uniti | 91 – 63 (28-12, 47-20, 66-37) referto | Argentina |  |
| \| \| \| \| \| O'Neal 14 \| Punti \| 13 Gutiérrez \| |             |                                       |           |  |
|                                                      |             |                                       |           |  |
| O'Neal 14                                            | Punti       | 13 Gutiérrez                          |           |  |

## Classifica
| - | Paese         | Formazione |
| - | ------------- | --- |
|   | Stati Uniti   | Shane Battier · Calvin Booth · Baron Davis · Marcus Fizer · Rashard Lewis · Shawn Marion · Kenyon Martin · Andre Miller · Mike Miller · Jermaine O'Neal · Wally Szczerbiak · Jason Terry All.: Flip Saunders          |
|   | Argentina     | Pedro Calderón · Gabriel Díaz · Mariano Cerutti · Daniel Farabello · Leonardo Gutiérrez · Wálter Herrmann · Pablo Moldú · Matías Pelletieri · Andrés Pelussi · Facundo Sucatzky · Lucas Victoriano · Rubén Wolkowyski |
|   | Brasile       | Demétrius · Estevam · Alex Ribeiro Garcia · Guilherme Giovannoni · Helinho · Marcelinho · Márcio · Nenê · Sandro · Tiagão · Vanderlei · Anderson Varejão                                                              |
| 4 | Australia     | |
| 5 | Canada        | |
| 6 | Nuova Zelanda | |
| 7 | Messico       | |
| 8 | Cuba          | |